# Today Is A Beautiful Day
『Today Is A Beautiful Day』（トゥデイ・イズ・ア・ビューティフル・デイ）は、supercellの2枚目のオリジナルアルバム。2011年3月16日にSony Recordsから発売された。

## 概要
前作『supercell』から2年ぶりのリリース。通常盤と初回盤のジャケットイラストは三輪士郎とredjuiceが手掛けている他、こやまひろかず、コザキユースケらが全13曲の世界をイラストにして描いている。初回盤には、「Perfect Day」の歌詞の物語を基に三輪士郎がイラスト化し、中村亮介がアニメーションで表現したPVが同梱されている。中村は「主人公ともう一人の自分との、冬の邂逅に触発されて作った。」と語っている。
また、本作は生バンド主体のサウンドとなっている。
このアルバムでsupercellの作品としては、シングル、アルバムを通じて初の週間TOP3入りを記録した。3週連続TOP10にランクインし、8万枚以上の売り上げを記録した。

## 収録曲
| 全作詞・作曲・編曲: ryo。 |                              |       |            |      |
| #                         | タイトル                     | 作詞  | 作曲・編曲 | 時間 |
| 1.                        | 「終わりへ向かう始まりの歌」 | ryo   | ryo        | 2:09 |
| 2.                        | 「君の知らない物語」         | ryo   | ryo        | 5:39 |
| 3.                        | 「ヒーロー」                 | ryo   | ryo        | 5:08 |
| 4.                        | 「Perfect Day」              | ryo   | ryo        | 4:46 |
| 5.                        | 「復讐」                     | ryo   | ryo        | 3:23 |
| 6.                        | 「ロックンロールなんですの」 | ryo   | ryo        | 3:34 |
| 7.                        | 「LOVE & ROLL」              | ryo   | ryo        | 4:53 |
| 8.                        | 「Feel so good」             | ryo   | ryo        | 5:00 |
| 9.                        | 「星が瞬くこんな夜に」       | ryo   | ryo        | 4:26 |
| 10.                       | 「うたかた花火」             | ryo   | ryo        | 6:00 |
| 11.                       | 「夜が明けるよ」             | ryo   | ryo        | 4:50 |
| 12.                       | 「さよならメモリーズ」       | ryo   | ryo        | 6:05 |
| 13.                       | 「私へ」                     | ryo   | ryo        | 2:06 |
| 合計時間:                 | 合計時間:                    | 57:59 |            |      |

### 楽曲解説
1. 君の知らない物語
テレビアニメ『化物語』テーマソング
2. ヒーロー
『週刊ヤングジャンプ』増刊『アオハル』vol.0テーマソング
3. LOVE & ROLL [4:53]
アニメ映画『センコロール』主題歌
4. 星が瞬くこんな夜に
PCゲーム『魔法使いの夜』エンディングテーマ
5. うたかた花火
テレビ東京系アニメ『NARUTO -ナルト- 疾風伝』エンディングテーマ
6. 私へ [2:06]
「君の知らない物語」のメロディーが使用されている。

## 参加ミュージシャン
- 終わりへ向かう始まりの歌
中西康晴：Piano
- 君の知らない物語
西川進：Guitar
山口寛雄：Bass
玉田豊夢：Drums
渡辺シュンスケ：Piano
- ヒーロー
西川進：Guitar
高間有一：Bass
村石雅行：Drums
- Perfect Day
名越由貴夫：Guitar
高間有一：Bass
村石雅行：Drums, Tambourine
- 復讐
西川進：Guitar
高間有一：Bass
村石雅行：Drums
- ロックンロールなんですの
西川進：Guitar
高間有一：Bass
村石雅行：Drums, Tambourine
- LOVE & ROLL
ryo：Programming, All Other Instruments
高間有一：Bass
- Feel so good
石成正人：Guitar
日野賢二：Bass
Jay Stixx：Drums
中西康晴：Piano, Wurlitzer, Organ
- 星が瞬くこんな夜に
大越王起也：Guitar
高間有一：Bass
野崎真助：Drums
渡辺シュンスケ：Piano
クラッシャー木村ストリングス：Strings
クラッシャー木村：Strings Arrangement
- うたかた花火
石成正人：Acoustic Guitar, Electric Guitar
美久月千晴：Bass
河村 "カースケ" 智康：Drums
皆川真人：Piano
クラッシャー木村ストリングス：Strings
クラッシャー：Strings Arrangement
オオヒナタハルコ、nagi：Chorus
- 夜が明けるよ
西川進：Guitar
高間有一：Bass
村石雅行：Drums
渡辺シュンスケ：Piano
- さよならメモリーズ
ryo：Programming, All Other Instruments
西川進：Guitar
高間有一：Bass
野崎真助：Drums
渡辺シュンスケ：Piano
クラッシャー木村ストリングス：Strings
クラッシャー木村：Strings Arrangement
- 私へ
中西康晴：Piano